# مارغريتا صوفيا (أميرة سويدية)
الأميرة مارغريتا من السويد (مارغريتا صوفيا لويزا إنغبورغ؛ 25 يونيو 1899 – 4 يناير 1977)، هي إحدى أفراد العائلة المالكة السويدية بالميلاد، وعضو في العائلة المالكة الدنماركية بالزواج. وهي الأخت الكبرى لولية العهد مارثا صوفيا والملكة أستريد.

## النشأة
وُلدت الأميرة مارغريتا في 25 يونيو 1899 في مقر إقامة والديها الصيفي، فيلا باركودن، الواقع في يورغوردن بستوكهولم. وهي الابنة والبكر للأمير كارل، دوق فستريوتلاند، والأميرة إنغبورغ من الدنمارك. وُلدت باسم "الأميرة مارغريتا من السويد والنرويج"، لكن لُقبت لاحقًا بـ"أميرة السويد" فقط، بسبب حلّ الاتحاد بين السويد والنرويج في عام 1905.
في عام 1916، جذبت مراسم تثبيت مارغريتا (التثبيت الكنسي) اهتمامًا كبيرًا من الصحافة، وقيل إن الحدث مثّل بداية عصر جديد للعائلة المالكة السويدية، التي افتقرت منذ وقت طويل إلى أميرات.

## الزواج والعائلة
في 22 مايو 1919، تزوجت في كنيسة ستورشيركان في ستوكهولم من الأمير أكسل من الدنمارك، وهو ابن خال والدتها من الدرجة الأولى مرة واحدة. كان الزواج قائمًا على الحب؛ إذ علّقت والدتها بأن العروسين كانا واقعين في حب شديد لدرجة أنه لا يمكن تركهما بمفردهما في غرفة مفروشة. وقد أُقيمت احتفالات زفافها وسط أجواء احتفالية كبيرة في ستوكهولم.
أنجب الزوجان ولدين:
- الأمير يورغ فالدمار (أمير الدنمارك) (16 أبريل 1920 – 20 سبتمبر 1986): تزوج في 16 سبتمبر 1950 من آن باوز-ليون، ابنة شقيق الملكة إليزابيث ملكة المملكة المتحدة (التي وُلدت باسم الليدي إليزابيث باوز-ليون).
- الأمير فليمنغ فالديمار (كونت روزنبورغ) (9 مارس 1922 – 19 يونيو 2002): تزوج في 24 مايو 1949 من أليس روث نيلسون، ابنة كاي نيلسون وإيديث فيشر. ولهما أربعة أطفال، وعشرة أحفاد، وأربعة من أبناء الأحفاد.

كانت الأميرة مارغريتا خالة الملك هارالد الخامس ملك النرويج، والملك بودوان والملك ألبرت الثاني ملك بلجيكا، كما أنها جدة الملك فيليب ملك بلجيكا وهنري (دوق لوكسمبورغ الأكبر).

## الأنشطة
تأقلمت الأميرة مارغريتا جيدًا مع الحياة في الدنمارك، التي اعتادت زيارتها كثيرًا خلال نشأتها في المناسبات العائلية. عاشت حياة خاصة مكرّسة لعائلتها في ضيعة "بيرنستورفشوي" في جينتوفته، وابتعدت عمومًا عن الأضواء، مع حفاظها على علاقات وثيقة بأقاربها في الخارج. أبدت اهتمامًا بالقضايا الاجتماعية في السويد، وكانت راعية لعدد من الجمعيات الخيرية في الدنمارك، كما شغلت منصب رئيسة جمعية "أصدقاء الأطفال في جينتوفته".
كانت إحدى أبرز الضيوف في حفل زفاف الأميرة إليزابيث (الملكة لاحقًا) والأمير فيليب، دوق إدنبرة، عام 1947.
وبعد وفاة شقيقتها الملكة أستريد ملكة بلجيكا عام 1935، أصبحت سندًا كبيرًا لأبناء شقيقتها الصغار في بلجيكا. كذلك، وبعد وفاة شقيقتها الأخرى، ولية عهد النرويج الأميرة مارثا عام 1954، قدّمت دعمًا كبيرًا لأبناء مارثا في النرويج. وكانت الأم مارغريتا عرّابة لأحفاد شقيقتها أستريد، وهما التوأمان الأمير جان من لوكسمبورغ والأميرة مارغريتا من ليختنشتاين، وكذلك الأميرة راغنهيلد ابنة مارثا، وحفيدتها الأميرة مارثا لويز من النرويج.
توفي زوجها عام 1964، ومنذ أصبحت أرملة، كانت تزور السويد كثيرًا، حيث كانت تشارك إلى جانب أفراد العائلة المالكة السويدية في المهام التمثيلية خلال الفعاليات الرسمية — وأبرزها حفل توزيع جوائز نوبل. وكان أفراد عائلتها يلقبونها بمحبة بـ"تانت تا" ("العمة تا").

## وفاتها
توفيت الأميرة مارغريتا في مدينة كونغستد، قرب فاكسي [الإنجليزية]
 في الدنمارك، عام 1977.